# 筑紫通り
筑紫通り（、ローマ字表記: Chikushi Dōri）は、福岡県福岡市博多区博多駅前3丁目交差点から光丘町3丁目の春日市との境までの市道博多駅草ヶ江線・市道博多駅春日原2号線・福岡県道505号板付牛頸筑紫野線・市道博多駅春日原1号線7.0kmに付けられた福岡市道路愛称。

## 概要
鹿児島本線と御笠川に挟まれた博多区内を南北に縦走する幹線道路で、同様に南北を走る国道3号（福岡南バイパス）と日赤通り・高宮通りのほぼ中間に位置していることから、日中は交通量が多く、麦野交差点以北の約5kmが片道2車線で整備されている。

## 周辺
- 博多駅
- ヨドバシカメラマルチメディア博多
- 山王公園
- コマーシャルモール博多
- フォレオ博多
- 福岡市立那珂小学校
- 福岡市立那珂中学校
- ららぽーと福岡
- 博多ミスト
- さざんぴあ博多（福岡市博多南地域交流センター）
- 雑餉隈駅
- 南福岡駅
- 桜並木駅
- 博多南郵便局
- 福岡市立那珂南小学校

## 主な接続路線

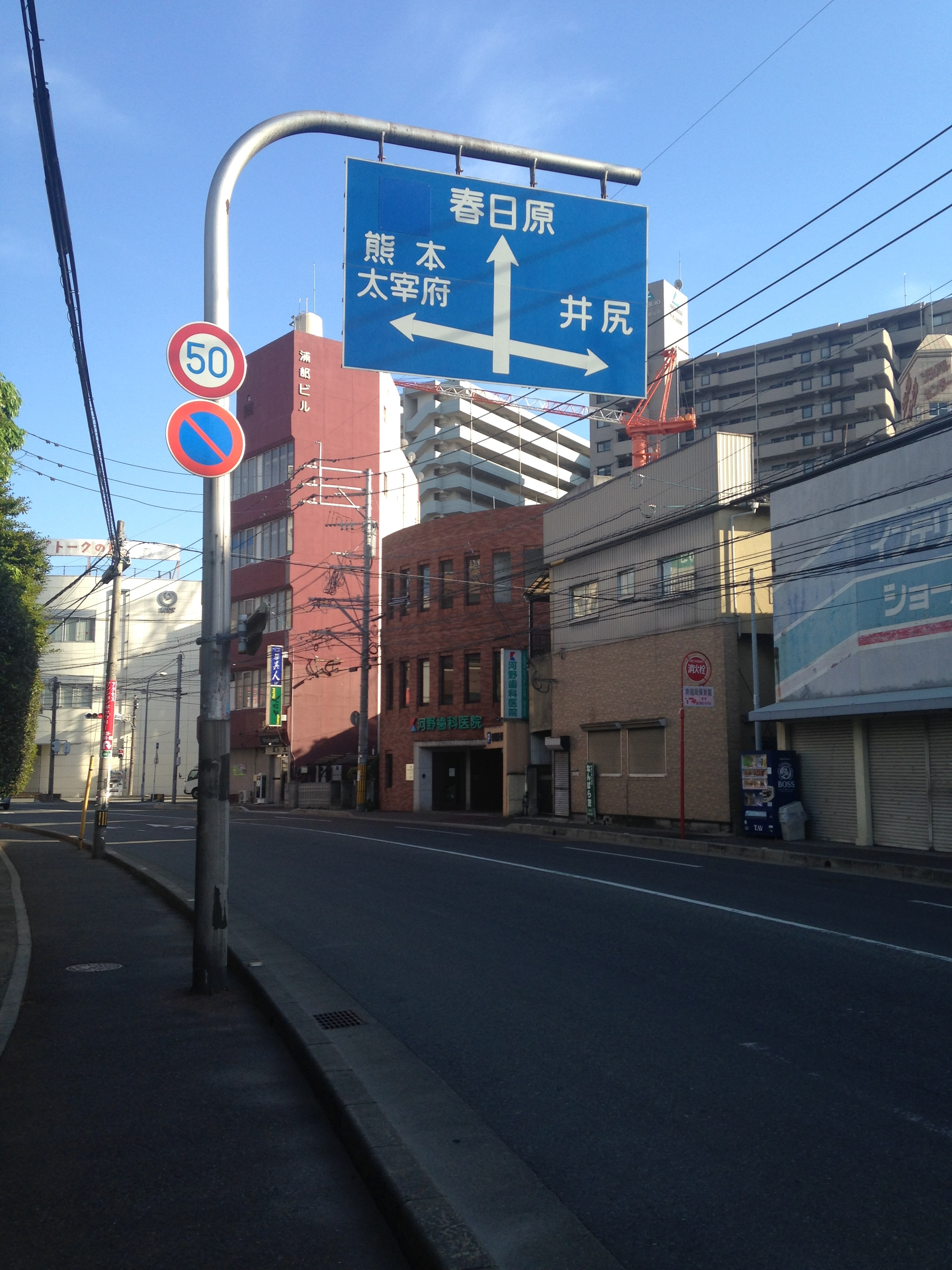
福岡市博多区。福岡県道49号大野城二丈線との交点北側

| 交差する道路                       | 交差する道路                       | 交差する場所       |
| ---------------------------------- | ---------------------------------- | ------------------ |
| 〈住吉通り〉                       | 〈住吉通り〉                       | 博多駅前3丁目      |
| 〈竹下通り〉 国道385号             | 〈竹下通り〉 国道385号             | 音羽               |
| 〈百年橋通り〉 県道555号桧原比恵線 | 〈百年橋通り〉 県道555号桧原比恵線 | 瑞穂               |
| 〈きよみ通り〉                     | 〈きよみ通り〉                     | 山王2丁目          |
| 県道553号東光寺竹下春吉線          | 県道553号東光寺竹下春吉線          | 博多市民プール西口 |
| -                                  | 県道505号板付牛頸筑紫野線          | 諸岡1丁目          |
| 県道505号板付牛頸筑紫野線          |                                    | 諸岡四角           |
| 国道202号福岡外環状道路            | 国道202号福岡外環状道路            | 西田橋南           |
| 県道49号大野城二丈線               | 県道49号大野城二丈線               | NTT前              |
| 県道518号南福岡停車場線            | 県道518号南福岡停車場線            | 南福岡駅入口       |
| 県道56号福岡早良大野城線           | 県道56号福岡早良大野城線           | 元町               |

## 名前の由来
大宰府（筑紫大宰）通じる道路であることから（1969年の福岡市制施行80周年を記念した道路愛称事業により制定）。